# Luca Fumagalli
Luca Fumagalli (* 29. Mai 1837 in Inzago; † 5. Juni 1908 in Mailand) war ein italienischer Komponist und Pianist der Romantik.

## Leben und Wirken
Luca Fumagalli war der Bruder von Adolfo, Carlo, Disma und Polibio Fumagalli. Luca studierte das Fach Klavier zunächst bei seinem Bruder Disma, dann bei Antonio Angeleri am Mailänder Konservatorium, dort auch das Fach Komposition bei Francesco Sangalli (1820–1892). Im Jahr 1857 hatte er seinen ersten Auftritt als Pianist im Konzertsaal des Mailänder Konservatoriums. Zu Anfang des Jahres 1859 gab er in Paris einige Solokonzerte und wirkte dort auch als Begleiter des Violinisten Luigi Sessa; auch im nächsten Jahr war er in Paris mit Konzerten zu hören. Weitere Konzerte folgten in Florenz und Bologna; hier wurde er auch Mitglied der Società filarmonica. In dieser frühen Phase seines Wirkens hatte er in seinem Repertoire überwiegend Opernparaphrasen, und zwar aus eigenen Opern und aus solchen seiner Brüder. Von 1864 bis 1875 wirkte er in Mailand bei einigen bedeutenden Konzerten der Società del quartetto mit. Diese Gesellschaft veranstaltete Kompositionswettbewerbe; Luca war hier in den Jahren 1864, 1870 und 1871 Mitglied der Kommission. 1868 war er in London zu hören und konzertierte anschließend mehrmals in Genua. Im Jahr 1875 hatte seine Oper Luigi XI in Florenz ihre erfolgreiche Erstaufführung (Teatro della Pergola, 29. März). Bei einem vorübergehenden Amerika-Aufenthalt im Jahr 1879 unterrichtete er am Konservatorium in Philadelphia, kehrte jedoch bald nach Mailand zurück. In den folgenden Jahren befasste er sich hier in der Hauptsache mit dem Komponieren.

## Bedeutung
Nach seinem Bruder Adolfo war Luca Fumagalli das am besten bekannte Mitglied der Familie. Seine zahlreichen Klavierwerke sind angenehm im Stil und elegant in der Wirkung und neigen zuweilen mehr zur Intimität als zum brillanten Hervortreten. Sie schließen sich der instrumentalen Wiederbelebung in den letzten Jahren des Jahrhunderts in Italien an. Außer den bekannten Transkriptionen und Paraphrasen von Opernarien gehören zu seinen Werken eine Oper, Luigi XI (Libretto: Carlo d’Ormeville) sowie originale Klavierkompositionen, beispielsweise die Crâneries et dettes de coeur: 14 studi fantastici (erschienen in Mailand 1900) sowie eine Sinfonia marinaresca („Seesinfonie“) und andere Orchesterwerke. Der Mailänder Verlag Ricordi brachte seine Edition aller Klaviersonaten Beethovens heraus sowie einiger Werke von Muzio Clementi und von anderen Komponisten.

## Werke (Auswahl)
- Bühnenwerke
  - Luigi XI (Libretto: Carlo d’Ormeville), dramma lirico in 4 Akten (Florenz 1875)
- Klaviermusik
  - Fantasien über Opernmelodien von Giuseppe Verdi, Gioachino Rossini, Nicola Vaccai, Gaetano Donizetti und Giacomo Meyerbeer
  - Bravourstücke und romantische Charakterstücke, darunter Crâneries et dettes de coeur: 14 studi fantastici op. 96 (Mailand 1900)
- Orchesterwerk
  - Sinfonia marinaresca
- Edition
  - Herausgabe der Klaviersonaten von Beethoven (Mailand 1865)